# Météorite de Flensbourg
La météorite de Flensbourg, ou simplement Flensburg (nom de cette ville en allemand comme en anglais), est une météorite tombée le 12 septembre 2019 près de Flensbourg (Schleswig-Holstein, Allemagne). C'est une chondrite carbonée de type C1 mais non groupée. Elle fait partie des rares météorites dont on a pu déterminer la trajectoire pré-atmosphérique.

## Trajectoire et origine
Le bolide a été observé par des centaines de témoins oculaires aux Pays-Bas, en Allemagne, en Belgique, au Danemark et au Royaume-Uni. La météorite étant tombée de jour, la caméra dédiée AllSky6 et trois vidéos occasionnelles du bolide ont permis de déterminer la trajectoire atmosphérique, la vitesse et l'orbite héliocentrique du météoroïde. Il provenait du voisinage de la résonance 5:2 avec Jupiter, à une distance héliocentrique de 2,82 ua. L'âge d'exposition de l'échantillon recueilli, qui marque le temps passé depuis l'impact cosmique qui a extrait le météoroïde de son corps parent, est remarquablement petit : environ 5 000 ans.
En tenant compte de l'énergie du bolide rapportée par les capteurs du gouvernement des États-Unis, le diamètre pré-atmosphérique du météoroïde a été estimé à 2 à 3 m et sa masse à 10 à 20 t. Le météoroïde s'est fortement fragmenté dans l'atmosphère à des altitudes de 46 à 37 km, sous des pressions dynamiques de 0,7 à 2 MPa. La récupération d'une seule météorite suggère que seule une très petite partie de la masse d'origine a atteint le sol.

## Caractéristiques
L'unique échantillon retrouvé (malgré une recherche intensive) ne pèse que 24,5 g, et sa masse volumique n'est que de 1,984 g/cm3. Il est constitué de reliques de chondres et d'agrégats de grains de sulfure et de magnétite, dispersés dans une matrice à grain fin. Les minéraux les plus abondants sont des phyllosilicates. Les carbonates (∼3,9 % en volume) se présentent sous la forme de calcite, de dolomite et d'une phase riche en sodium. Les chondres reliques, souvent entourés de lattes de sulfure, sont exempts de silicates anhydres et sont en grande partie constitués de serpentine.
Sa composition chimique et minéralogique classe cette météorite parmi les chondrites carbonées de type C1 mais la laisse non groupée, c'est-à-dire qu'il s'agit d'une roche n'ayant aucun équivalent connu.
Les âges 53Mn-53Cr des carbonates de Flensburg indiquent que la bréchification et la formation simultanée des intercroissances pyrrhotite-carbonate par les activités hydrothermales se sont produites au plus tard à 4 564,6 ± 1,0 Ma (en utilisant l'angrite Orbigny (en) comme ancrage des âges Mn-Cr). Cela correspond à 2,6 ± 1,0 ou 3,4 ± 1,0 Ma après la formation des CAI, selon l'exact âge absolu des CAI. Il s'agit de la preuve la plus ancienne de bréchification et de formation de carbonates, qui se sont probablement produites pendant la croissance du corps parent et son échauffement par décroissance radioactive de l'aluminium 26.